# Florilor-Kreiter
A Florilor–Kreiter Brassó egyik városnegyede, a város északkeleti részén.

## Leírása
A város északkeleti részén fekszik, vegyesen kertesházakból és panelházakból áll. Nyugaton az új városközpont, délen az Astra, keleten a Zajzon-kelet ipari terület határolja. Észak-dél irányban kettészeli a vasút; a sínektől nyugatra elterülő rész a Florilor (Virág) negyed, a keleti részt Craiter (Kreiter) vagy Ceferiștilor (Vasutasok) negyedének nevezik. Közigazgatásilag egyetlen városnegyedként tartják számon, lakossága 30 447 fő.